# Уговец
Уговец (словен. Ugovec) је насељено место у општини Оплотница, Подравска регија, Словенија.

## Историја
До територијалне реорганизације у Словенији био је у саставу старе општине Словенска Бистрица.

## Становништво
У попису становништва из 2011. године, Уговец је имао 124 становника.
| Број становника према пописима | Број становника према пописима | Број становника према пописима |
| ------------------------------ | ------------------------------ | ------------------------------ |
| 1991                           | 2002                           | 2011                           |
| 149                            | 130                            | 124                            |

Напомена: Године 2017. извршена је мала размена територија између насеља Окошка Гора и Уговец (Оплотница) и Винарје, Гладомес и Фошт (Словенска Бистрица).